# Lydia Wideman
Lydia Wideman-Lehtonen, gebürtig Wideman (* 17. Mai 1920 in Vilppula; † 13. April 2019) war eine finnische Skilangläuferin.

## Leben
Wideman, die für den Tampereen Hiihtoseura startete, belegte im März 1950 hinter Kerttu Pehkonen und im März 1951 hinter ihrer Zwillingsschwester Tyyne jeweils den zweiten Platz bei den Lahti Ski Games über 10 km. Bei den Olympischen Winterspielen 1952 in Oslo wurde sie die erste Olympiasiegerin über 10 km. Im selben Jahr siegte sie bei den Lahti Ski Games über 10 km. Bei finnischen Meisterschaften gewann sie im Jahr 1952 die Goldmedaille und im Jahr 1951 die Silbermedaille jeweils über 10 km. Zudem triumphierte sie im Jahr 1949 beim 10-km-Lauf in Puijo und in den Jahren 1951 und 1952 beim 10-km-Lauf in Ounasvaara.